# Заслуженный работник здравоохранения Республики Беларусь
«Заслуженный работник здравоохранения Республики Беларусь» (бел. Заслужаны работнік аховы здароўя Рэспублікі Беларусь) — почётное звание в Республике Беларусь. Присваивается по распоряжению Президента Республики Беларусь профессиональным работникам области здравоохранения за особые заслуги.

## Порядок присваивания

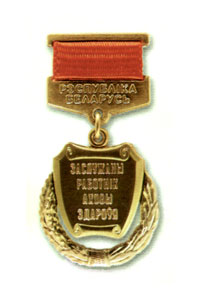
Изображение награды до 2020 года

Присваиванием почётных званий Республики Беларусь занимается Президент Республики Беларусь, решение о присвоении оформляется его указами. Государственные награды (в том числе почётные звания) вручает лично Президент либо его представители. Присваивание почётных званий Республики Беларусь производится на торжественной церемонии, государственная награда вручается лично награждённому, а в случае присваивания почётного звания выдаётся и свидетельство. Лицам, удостоенным почётных званий Республики Беларусь, вручают нагрудный знак.

## Требования
Почетное звание «Заслуженный работник здравоохранения Республики Беларусь» присваивается за заслуги в охране здоровья населения, повышении качества медицинской помощи и лекарственного обеспечения работникам области здравоохранения (в том числе штату медицинских организаций независимо от ведомственной подчинённости), работающим не менее 15 лет: врачам, научным сотрудникам, среднему и младшему медицинскому персоналу, провизорам, фармацевтам, инженерно-техническим работникам и обслуживающему персоналу лечебно-профилактических, санитарно-профилактических, санаторно-курортных, аптечных учреждений, органов здравоохранения, научно-исследовательских, исследовательских, медицинских и фармацевтических институтов.